# Dischistus perniveus
Dischistus perniveus är en tvåvingeart som först beskrevs av Mario Bezzi 1925.  Dischistus perniveus ingår i släktet Dischistus och familjen svävflugor. Inga underarter finns listade i Catalogue of Life.